# Aire (Ardennes)
Aire ist eine französische Gemeinde mit 247 Einwohnern (Stand: 1. Januar 2022) im Département Ardennes in der Region Grand Est (bis 2015 Champagne-Ardenne). Sie gehört zum Arrondissement Rethel und zum Kanton Château-Porcien. 
Nachbargemeinden sind Balham im Norden, Blanzy-la-Salonnaise und Saint-Loup-en-Champagne im Osten, Roizy im Süden sowie Asfeld im Westen.

## Bevölkerungsentwicklung
| Jahr      | 1962 | 1968 | 1975 | 1982 | 1990 | 1999 | 2008 | 2018 |
| --------- | ---- | ---- | ---- | ---- | ---- | ---- | ---- | ---- |
| Einwohner | 177  | 182  | 180  | 160  | 163  | 205  | 224  | 228  |

## Sehenswürdigkeiten

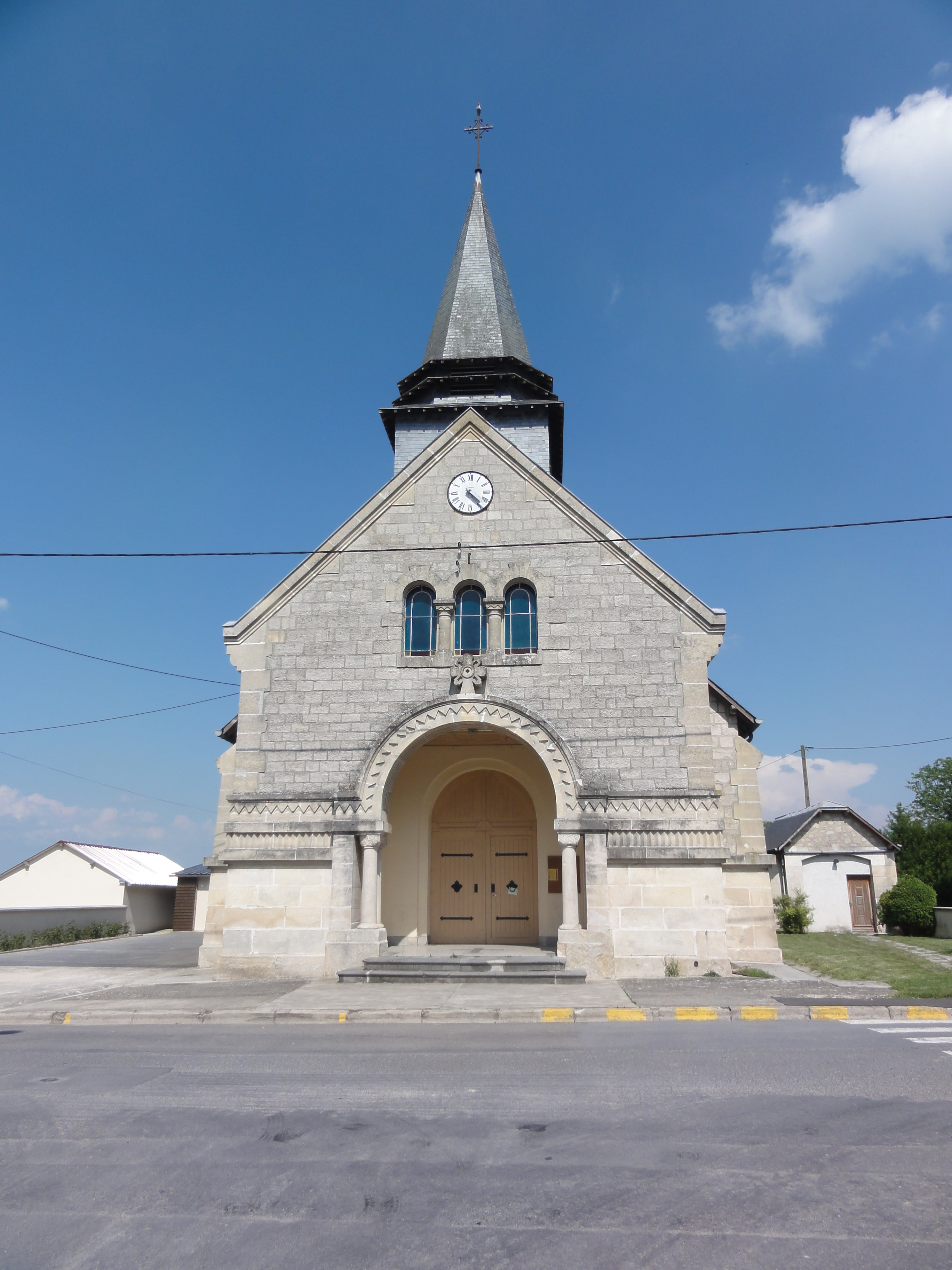
Kirche Saint-Remi
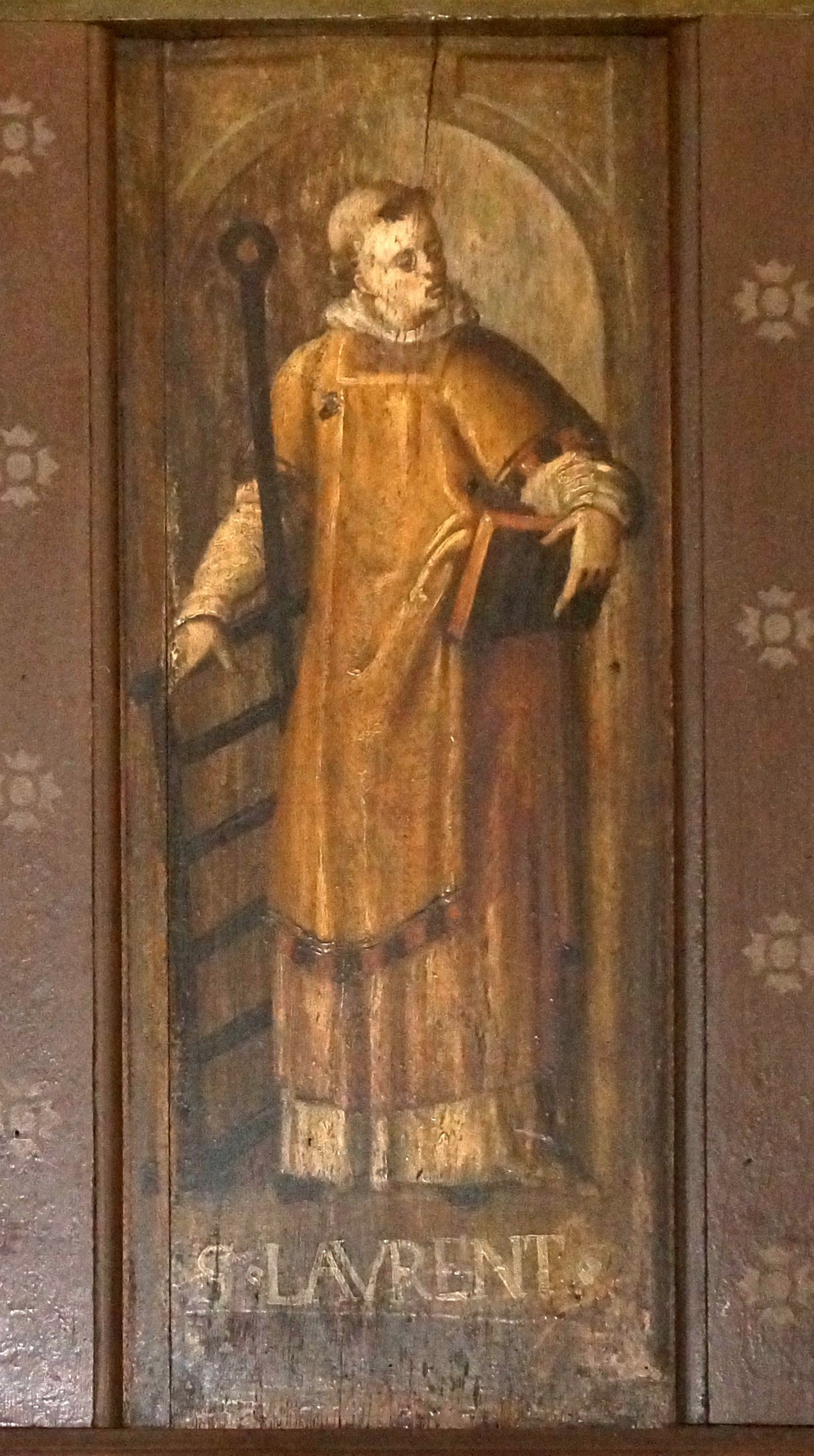
Wandgemälde in der Kirche
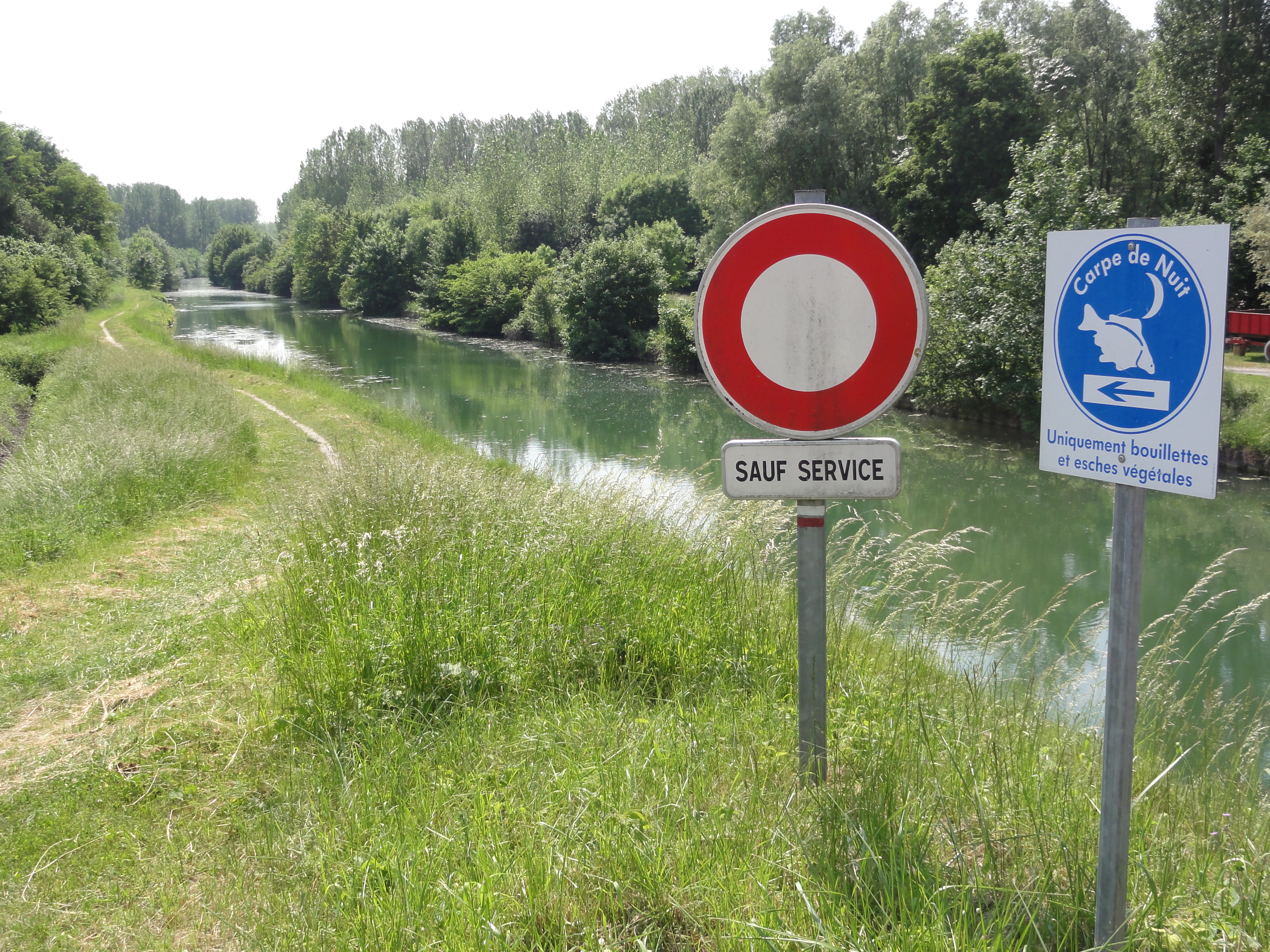
Der Canal des Ardennes bei Aire

- Flurkreuz
- Kriegerdenkmal

- Kirche Saint-Remi
- Wandgemälde in der Kirche
- Der Canal des Ardennes bei Aire